# Камінь Лос-Лунас

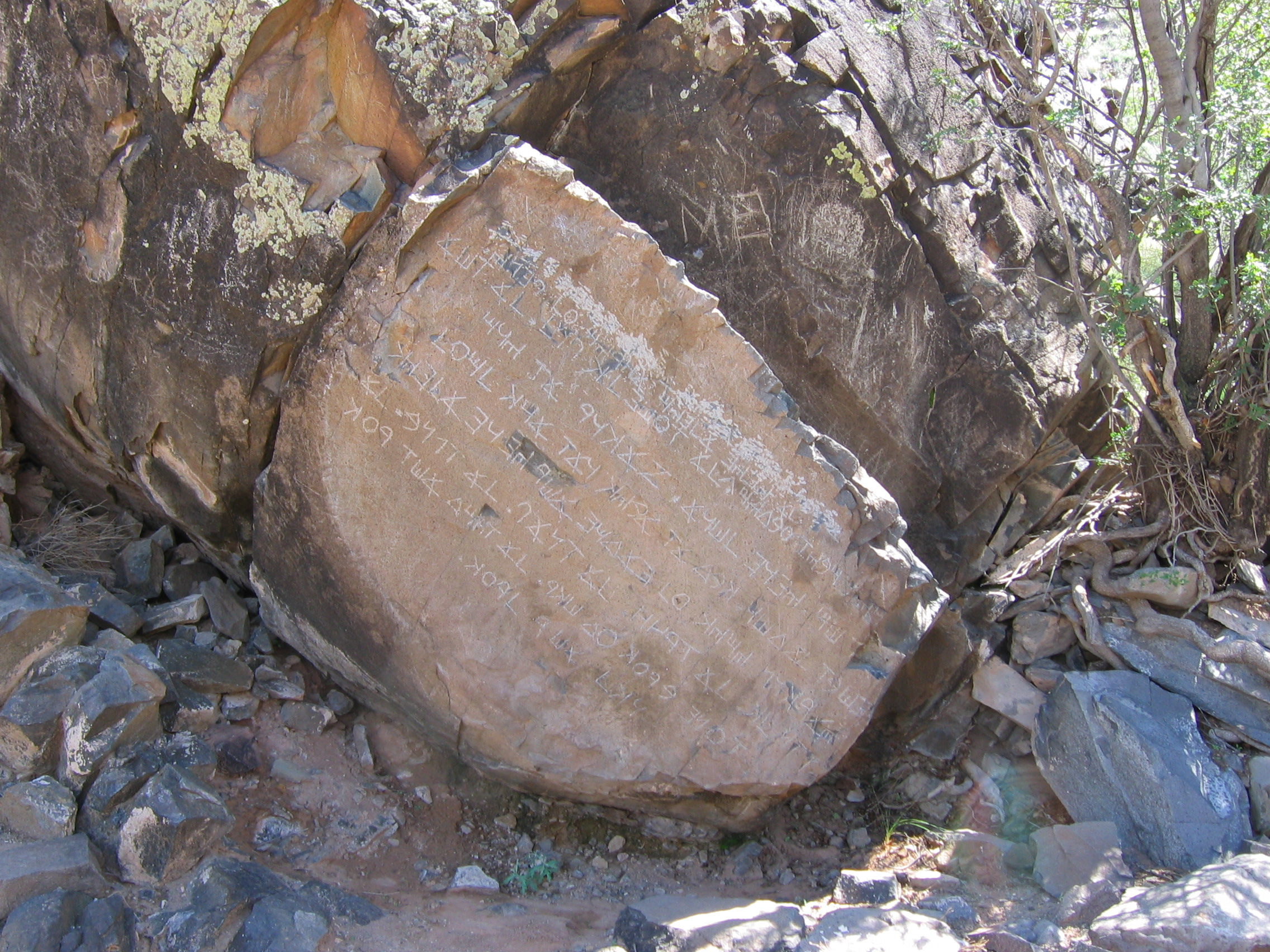
Фото каменя 2006 року

Камінь Лос-Лунас, званий також Камінь Декалогу — великий валун з давньоєврейським текстом Десяти заповідей, знайдений недалеко від американського містечка Лос-Лунас. Вважається науковою спільнотою підробкою кінця XIX — початку XX століття.

## Загальні відомості
Камінь Лос-Лунас знаходиться у Прихованому нагір'ї (англ. Hidden Mountain) поблизу американського містечка Лос-Лунас. Його особливістю є висічений на поверхні давньоєврейський текст короткого варіанту Десяти заповідей.
Перша згадка про камінь належить до 1933 року. Про нього повідомив Френк Гіббен, професор археології Університету штату Нью-Мексико. За словами професора, артефакт був вказаний місцевим жителем, який його виявив, ще в юності, у 1880 році.
Камінь є великим валуном вагою близько 80 тонн. Через вагу він ніколи не переміщався з місця, де був знайдений. Тобто залишався доступним для різного роду вандальських дій, наприклад, очищення знаків для їх більшої контрастності. Це зробило неможливим проведення наукових досліджень з метою визначення часу створення напису. У квітні 2006 року перший рядок тексту взагалі зіпсували вандали.

## Версії появи напису

### Гіпотеза семітського походження
Якщо інформація про існування напису ще у 1880 році відповідає дійсності, версія про підробку малоймовірна. У ті роки давньоєврейські тексти були абсолютно не відомі. Отже, камінь з Лос-Лунаса є свідченням доколумбових контактів давніх семітів з Америкою. Цю версію вперше висловив ще Франк Гіббен. Пізніше її підтримав лінгвіст-семітолог Сайрус Гордон. Передбачалося, що текст на камені нанесений представниками одного з десяти втрачених колін Ізраїлю, що перебралися в Новий Світ. Проте в науковому товаристві ця точка зору підтримки не знайшла.

### Аргументи прихильників фальсифікації
Розглядаючи напис каменю з Лос-Лунаса як фальсифікацію кінця XIX початку XX століття, використовують такі аргументи:
- Напис містить декілька слів з грубими орфографічними помилками. Зокрема, додано приголосні, що грають роль голосних, хоча у єврейській мові ніколи їх не використовували. Подібна помилка вкрай малоймовірна для носія мови за походженням.
- Хоча загальний текст є давньоєврейським, він містить кілька включень пізніших мов. Чотири включення є грецькими, два, імовірно, самаритянськими, а три мають невідоме походження.
- Питання про походження напису викликають декілька стилістичних і граматичних невідповідностей давньоєврейській мові, але властивих сучасному івриту[5].
- Сумнівний науковий авторитет Франка Гіббена, знахідника каменя з Лос-Лунаса. Вважається, що мінімум в двох випадках він фальсифікував археологічні дані для підтримки власних поглядів[6][7][8].
- Повна відсутність археологічного контексту, пов'язаного з перебуванням давніх семітів в Новому Світі взагалі, і в районі Лос-Лунаса зокрема.